# Carmichael (Californië)
Carmichael is een plaats (census-designated place) in de Amerikaanse staat Californië, en valt bestuurlijk gezien onder Sacramento County.

## Demografie
Bij de volkstelling in 2000 werd het aantal inwoners vastgesteld op 49.742.

## Geografie
Volgens het United States Census Bureau beslaat de plaats een oppervlakte van
28,2 km², waarvan 27,9 km² land en 0,3 km² water. Carmichael ligt op ongeveer 35 m boven zeeniveau.

## Geboren in Carmichael
- Brenda Song (27 maart 1988), Amerikaanse actrice

## Plaatsen in de nabije omgeving
De onderstaande figuur toont nabijgelegen plaatsen in een straal van 8 km rond Carmichael.